# أندري أوكلادنيكوف
أندري أوكلادنيكوف هو لاعب كرة قدم روسي، ولد في 13 يونيو 1999 في كانسك في روسيا. لعب مع نادي ينيسي كراسنويارسك ‏.

## وصلات خارجية
- أندري أوكلادنيكوف على موقع قاعدة بيانات كرة القدم.إي يو (الإنجليزية)
- أندري أوكلادنيكوف على موقع Soccerway.com (الإنجليزية)